# Phrurolithus aemulatus
Phrurolithus aemulatus là một loài nhện trong họ Phrurolithidae.
Loài này thuộc chi Phrurolithus. Phrurolithus aemulatus được Willis J. Gertsch miêu tả năm 1941.